# 做市商
，是指在证券市场上，由具备一定实力和信誉的独立证券经营法人作为特许交易商，不断向公众投资者报出某些特定证券的买卖价格（即双向报价），并在该价位上接受公众投资者的买卖要求，以其自有资金和证券与投资者进行证券交易。（與一般投資者不同，造市商獲豁免可同時對同一股票發出買入及賣出指示。）买卖双方不需等待交易对手出现，只要有做市商出面承担交易对手方即可达成交易，做市商从双方赚取买卖价差而从中获利。
做市商制度（香港称“市場庄家”制度）的市场也称报价驱动市场。做市商在美国纽约证券交易所市场称作“专家”（Specialist），在香港证券市场被称作“庄家”。在台灣稱為「造市者」。
与“报价驱动”的做市商制度相对的是“订单驱动”的竞价交易制度，客户订单通过代理商与其他客户订单直接交易，具体有连续竞价交易制度和集合交易制度等。

## 法規

### 中國
國務院辦公廳《關於清理整頓各類交易場所實施意見》（国办发〔2012〕37号）明確表明，禁止一切民營做市商行為，所有該類場所均為非法。
但依据2021年7月15日《中共中央国务院关于支持浦东新区高水平改革开放打造社会主义现代化建设引领区的意见》第五章第十五条，“研究...在科创板引入做市商制度。”，意味着中国大陆在金融制度的进一步开放。

### 美國
美国法律和证券交易委员会（SEC）和全国证券交易商协会（NASD）规定了做市商的义务：
- 持续达到特定的保存交易记录和履行财务责任的标准
- 不间断地主持买、卖双方的市场，并在最佳价格时按限额规定执行交易指令
- 发布有效的买、卖两种报价（充当流动性提供者，解决交投量不足的问题）
- 在证券交易完成后90秒内报告交易情况，以便向公众公布

## 著名做市商列表
| 做市商代码 | 做市商                                                       |
| ---------- | ------------------------------------------------------------ |
| GSCO       | 高盛（Goldman Sachs & Co）                                   |
| MLCO       | 美林（Merrill Lynch, Inc.）                                  |
| MSCO       | 摩根斯坦利（Morgan Stanley & Co. Inc.）                      |
| SALB       | 所罗门兄弟（Salomon Brothers）                               |
| SBSH       | 史密斯·巴尼·希尔森（Smith Barney Shearson, Inc.）            |
| HRZG       | 赫尔佐格·海恩·哥达尔德经纪行（Herzog, Heine, Geduld, Inc.）  |
| MASH       | 迈耶和施韦策公司（Mayer & Schweitzer, Inc.）                 |
| SLKC       | 斯皮尔·利兹·凯洛格（Spear, Leeds & Kellogg Capital Markets） |
| NITE       | 骑士交易集团（Knight Trading Group, Inc）                    |

## 优点

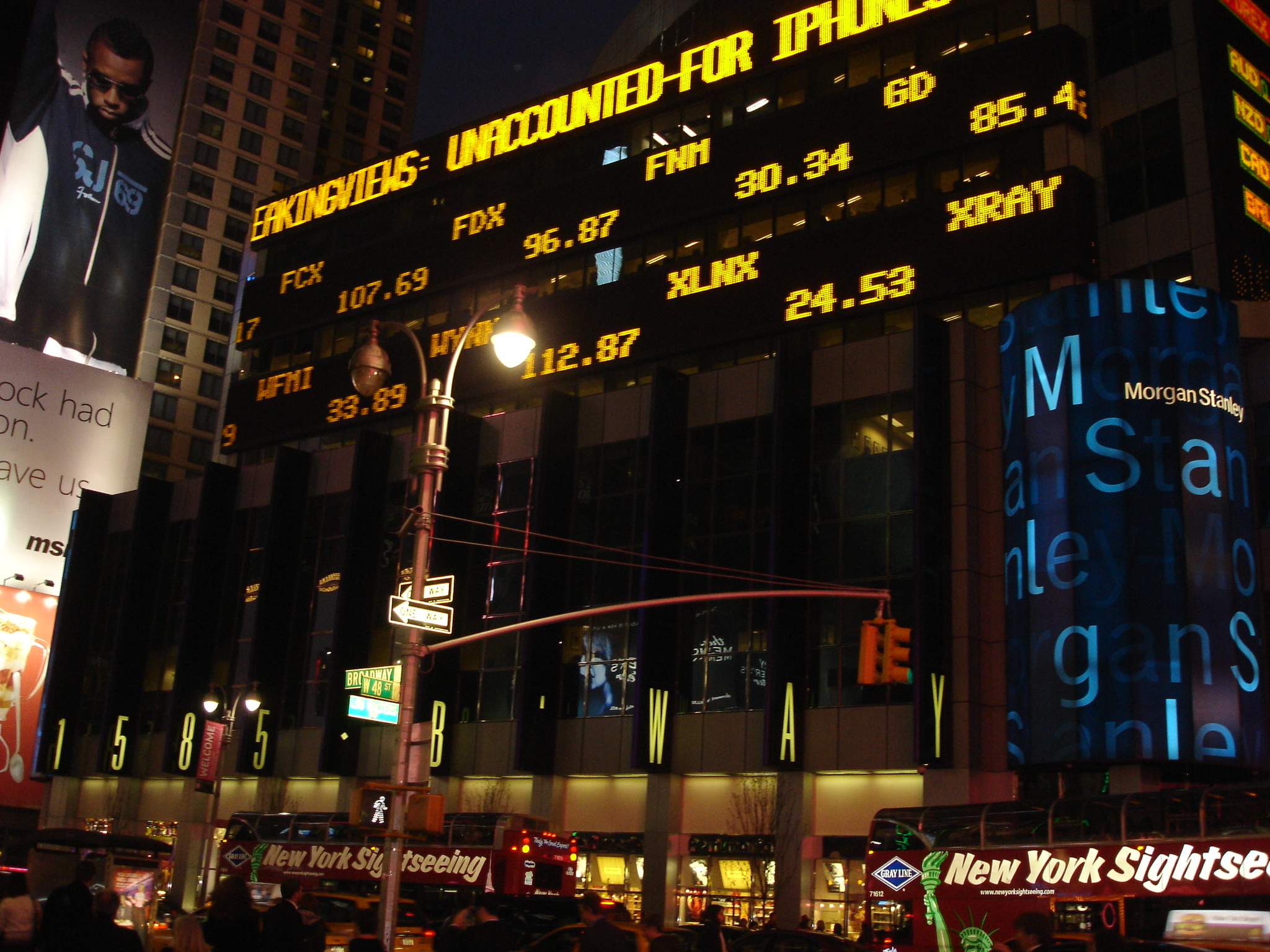
摩根士丹利總部

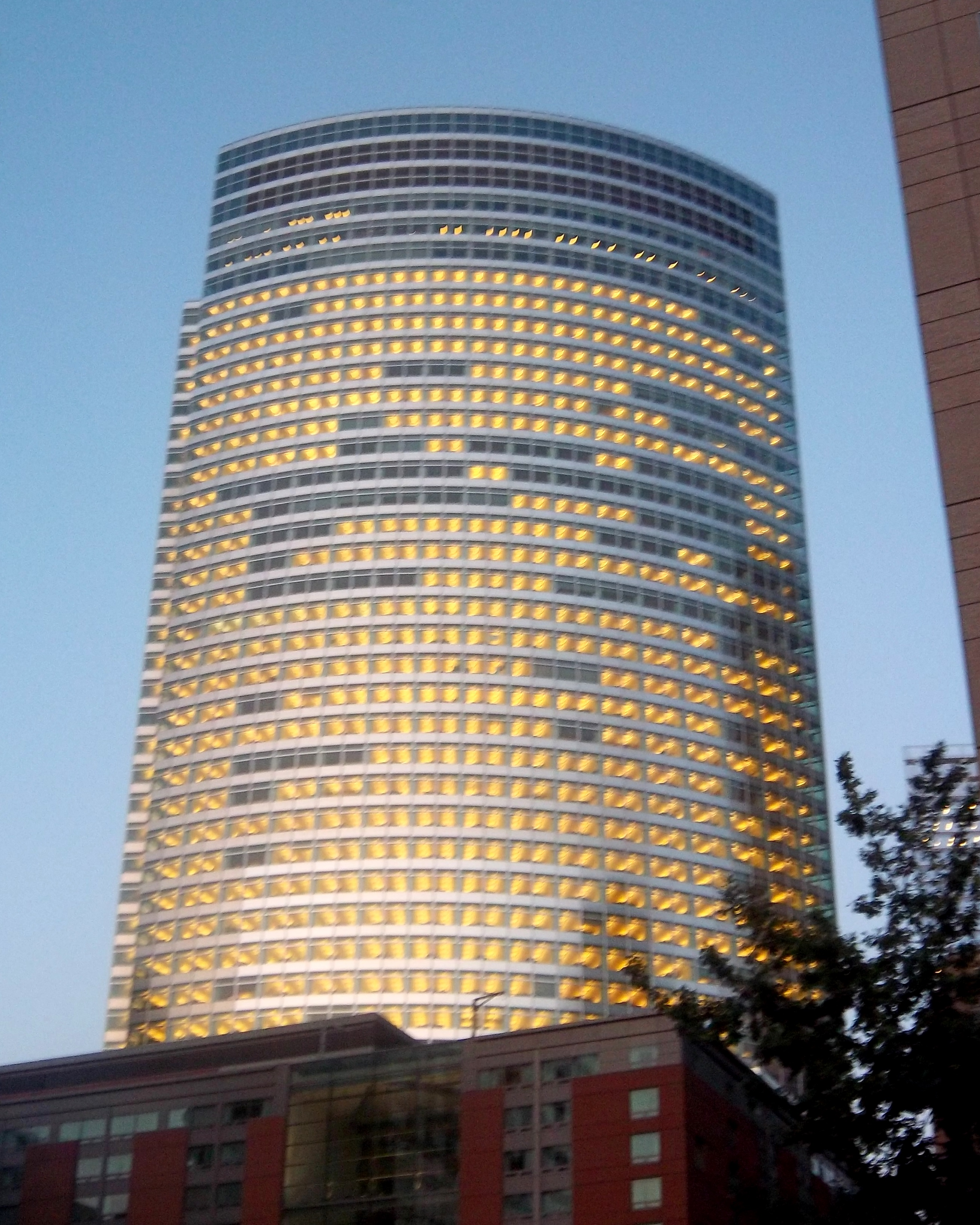
斯皮爾·利茲·凱洛格

- 强大的定价功能：做市商能够长期跟踪证券价格的变化，凭借专业知识对证券的市场公允价格作出判断，提供最有参考的报价。
- 增强市场的流动性：采用做市商制度以后，投资者可以在直接与做市商进行交易，不需要等待或者寻找对手方。
- 推动市场不熟悉的证券的推介，降低新股发行成本：投资新兴产业的股票往往需要普通投资者几乎不具备的专业知识，很难对股票进行准确的估价；做市商的双向报价为市场交易提供了市价的参考。
- 推动大宗交易的达成：做市商本身适合成为机构投资者进行大宗交易的交易对手。

## 不足
- 做市商制度下交易成本高
- 对做市商的做事行为较难进行有效的监管

## 分类
- 垄断做市商制度
- 竞争性做市商制度
- 含竞价交易的混合交易制度

## 著名做市商制度市场举例
- 纳斯达克市场：纳斯达克市场的做市商制度最著名和完善：要成为纳斯达克的做市商的证券商必须首先在全美证券商协会登记注册，规定每只证券至少要有两家做市商，而实际上目前平均每只证券有10余家的做市商，某些交易活跃的证券有40家以上的做市商。
- 中国大陆的银行间债券市场和外汇交易市场
- 香港的股票期权市场及恒指期权市场
- 台灣的證券交易所股票造市制度專區 （页面存档备份，存于） 、櫃檯買賣市場